# Норвегия на летних Олимпийских играх 1952
Норвегия принимала участие в Летних Олимпийских играх 1952 года в Хельсинки (Финляндия) в десятый раз за свою историю, и завоевала три золотые и две серебряные медали.

## Медалисты
| Медаль  | Спортсмен                                                                                              | Вид спорта     | Дисциплина                                                                       |
| ------- | --- | -------------- | -------------------------------------------------------------------------------- |
| Золото  | Эрлинг Конгсхёуг                                                                                       | Стрельба       | Мужчины, малокалиберная винтовка из 3 положений, 50 м                            |
| Золото  | Йон Ларсен                                                                                             | Стрельба       | Мужчины, стрельба по движущейся мишени (двойными и одиночными выстрелами), 100 м |
| Золото  | Тор Тровальдсен Сигве Ли Хокон Барфод                                                                  | Парусный спорт | Класс «Дракон»                                                                   |
| Серебро | Бёрре Фалкум-Хансен Педер Еуген Лунде Вибеке Лунде                                                     | Парусный спорт | Класс «5,5 м»                                                                    |
| Серебро | Тор Биргер Арнеберг Финн Кристиан Фернер Йохан Мартин Фернер Эрик Оскар Хейберг Карл Лауритц Мортенсен | Парусный спорт | Класс «6 м»                                                                      |